# Raja (Gattung)
Raja ist eine Rochengattung aus der Familie der Echten Rochen (Rajidae), die im Atlantik und seinen Nebenmeeren vorkommt.

## Merkmale
Raja-Arten sind mittelgroße bis große Rochen. Die größten können Gesamtlängen von 210 bis 240 cm erreichen. Die von Kopf, Rumpf und Brustflossen gebildete Körperscheibe ist rhombusförmig oder mehr oder weniger rund. Die Haut ist rau bis stachelig. Die Schnauze ist mehr oder weniger hervorstehend und spitz und wird von einem starken Rostralknorpel als Verlängerung des Schädels gestützt. Die Augen sind hervorstehend. Nah bei den Augen befinden sich die Spritzlöcher. Das quer stehende Maul ist annähernd gerade. Die kleinen, pflasterartig angeordneten Zähne sind unterschiedlich flach bis scharf zugespitzt. Die Nasenöffnungen sind von zwei Hautfalten umgeben, eine breite vordere, die bis zum Maul reicht und eine hintere, die zu einer Röhre aufgerollt ist. Die Kiemenspalten sind klein. Die Bauchflossen sind eingebuchtet. Auf dem Schwanz befinden sich zwei Rückenflossen; eine Schwanzflosse fehlt oder ist nur rudimentär ausgebildet. An jeder Seite des Schwanzes befindet sich eine Hautfalte. Die Geschlechter unterscheiden sich in bei den meisten Arten. Männchen verfügen über Klaspern, sind normalerweise stachliger und besitzen auf den Brustflossen Felder aufrichtbarer Dornen. Die Färbung der Raja-Arten ist in der Regel ähnlich des Meeresbodens auf dem sie leben.

## Lebensweise
Raja-Arten leben auf dem Meeresgrund und sind in der Regel im Sand oder Schlamm verborgen. Sie ernähren sich von kleinen Meerestieren wie Krebstieren, Würmern, Kopffüßern und Fischen. Sie sind ovipar (eierlegend). Die hornige Eikapseln sind rechteckig, mit einem Faden an jeder Ecke.

## Arten
Die Gattung Raja diente lange Zeit als Sammelgattung („wastebag“-Taxon) in der zahlreiche, morphologisch auch sehr unterschiedliche Rochenarten eingeordnet wurden. Insgesamt wurden über 300 Arten im Laufe der Zeit in die Gattung gestellt. Nach Überstellung in anderen Gattungen, Ausgliederung der Untergattungen Amblyraja, Dipturus, Fenestraja, Leucoraja, Okamejei, Rajella und Rostroraja als eigenständige Gattungen und der Synonymisierung zahlreicher Arten mit anderen, gehören heute noch folgende Arten zur Gattung Raja:

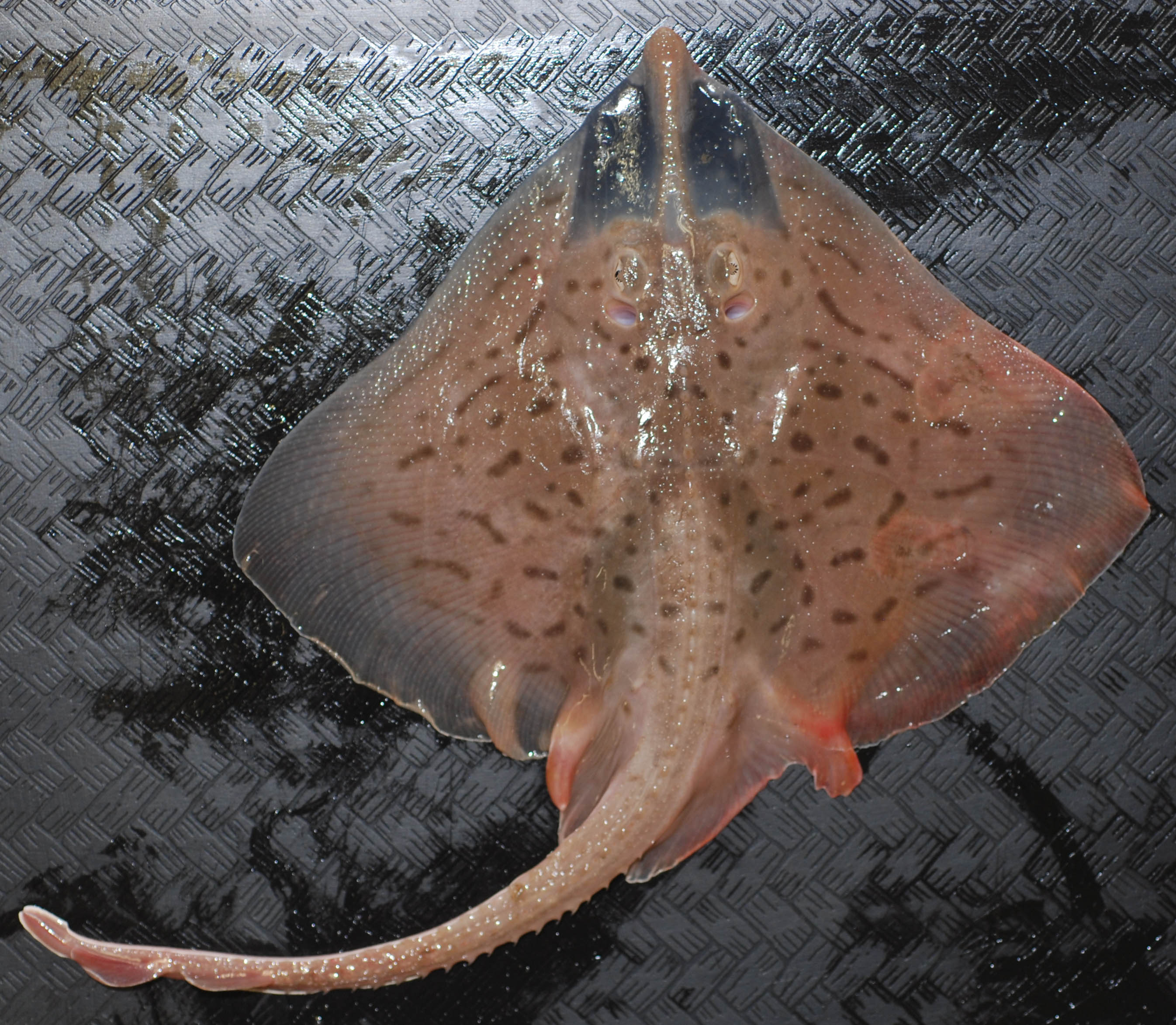
Raja eglanteria

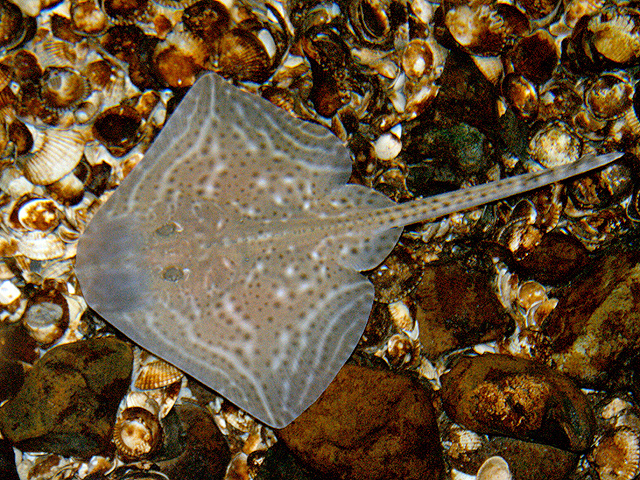
Raja microocellata

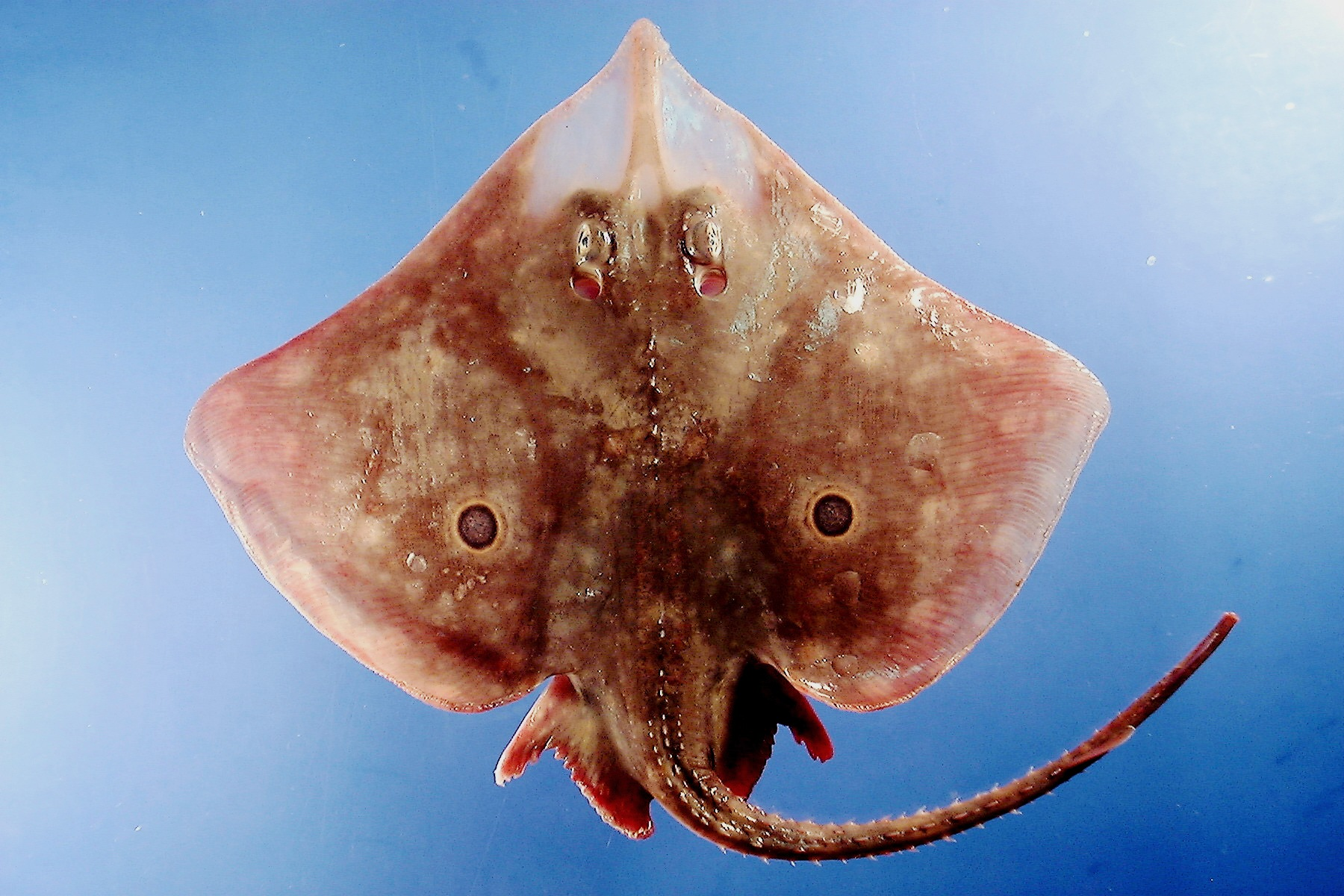
Raja texana

- Mittelmeer-Sternrochen (Raja asterias Delaroche, 1809)
- Blondrochen (Raja brachyura Lafont, 1873)
- Raja chinensis Basilewsky, 1855
- Nagelrochen (Raja clavata Linnaeus, 1758)
- Raja cyanoplax Koerber & Kast 2023
- Raja herwigi Krefft, 1965
- Madeira-Rochen (Raja maderensis Lowe, 1838)
- Afrikanischer Rochen (Raja mauritaniensis White & Fricke, 2021)
- Kleinäugiger Rochen (Raja microocellata Montagu, 1818)
- Spiegelrochen (Raja miraletus Linnaeus, 1758)
- Fleckenrochen (Raja montagui Fowler, 1910)
- Raja ocellifera Regan, 1906
- Raja parva Last & Séret, 2016
- Raja pita Fricke & Al-Hassan, 1995
- Vielfleckrochen (Raja polystigma Regan, 1923)
- Raurochen (Raja radula Delaroche, 1809)
- Rondelets Rochen (Raja rondeleti Bougris, 1959)
- Raja rouxi Capapé, 1977
- Raja straeleni Poll, 1951
- Marmorrochen (Raja undulata Lacépéde, 1802)

## Belege
1. 1 2  Henry Weed Fowler: Contributions to the biology of the Philippine archipelago and adjacent regions. The fishes of the groups Elasmobranchii, Holocephali, Isospondyli, and Ostarophysi obtained by the United States Bureau of Fisheries steamer "Albatross" in 1907 to 1910, chiefly in the Philippine islands and adjacent seas. Smithsonian Institution, Bulletin 100, Band 13, S. 355–357.
2. ↑  Raja auf Fishbase.org (englisch)
3. ↑   Pollerspöck & Straube: Bibliography Database of living/fossil sharks, rays and chimaeras (Chondrichthyes: Elasmobranchii, Holocephali)" . Abgerufen am 9. Juli 2025.